# Mimoza Kusari-Lila
Mimoza Kusari-Lila (n. 16 octombrie 1975, Đakovica, RS Serbia, RSF Iugoslavia) este o politiciană albanezo-kosovară  afiliată partidului liberal din Kosovo, Alternativa. A îndeplinit funcția de vice prim-ministru al Republicii Kosovo și de ministru al comerțului și industriei în perioada 2011-2013. A fost, de asemenea, primar al orașului Gjakova (Đakovica )din noiembrie 2013 până în 2017.

## Familie
Mimoza Kusari s-a născut la 16 octombrie 1975 în Gjakova. Tatăl ei este un medic pneumolog, iar mama sa este o profesoară de limbă și literatură albaneză la o școală generală. Familia ei a locuit o perioadă scurtă de timp în Peja. În cele din urmă, părinții ei s-au întors la Gjakova cu cei patru copii ai lor la mijlocul anilor 1980. 

## Educație
Kusari a absolvit Gimnaziul „Hajdar Dushi”, apoi s-a înscris la Universitatea din Priștina, Facultatea de Economie. A absolvit „Sistemele de management și de informații”, lucrând cu normă întreagă pentru a-și finanța studiile într-o perioadă de criză economică și represiune politică. În 1998-1999, când a izbucnit Războiul din Kosovo, ea a lucrat pentru organizații ca Medici fără frontiere și Organizația pentru Securitate și Cooperare în Europa (OSCE).
În timpul războiului din Kosovo, în timp ce a lucrat într-o tabără de refugiați pentru National Public Radio (U.S. Radio, National Public Radio NPR)) din Republica Macedonia, ea a câștigat prestigioasa Bursă Ron Brown a Departamentului de Stat al Statelor Unite ale Americii pentru a continua cu un MBA (Master în Administrarea Afacerilor) în Statele Unite ale Americii.
În timpul șederii sale în Statele Unite ale Americii, și-a continuat studiile la Institutul de Economie de la Universitatea din Colorado și la Universitatea Duquesne din Pittsburgh, Pennsylvania, unde a obținut o diplomă în e-business (afacere online). În această perioadă a fost foarte activă în organizarea comunității studenților și în a demonstra abilități sale de leadership (conducere). Mimoza Kusari a fondat și a fost primul președinte al Asociației Femeilor de Afaceri de la Universitatea Duquesne și a fost unul dintre cei trei bursieri Ron Brown din Europa de Est care au fost invitați să participe la sărbătorirea Săptămânii Internaționale a Educației de către secretarul de stat Madeleine Albright la Washington, D.C.. După studii, Mimoza Kusari a lucrat ca stagiar la Bayer Corporation din America de Nord, în Pittsburgh, la departamentul de vânzări electronice.
După ce a revenit în Kosovo în 2001, a lucrat pentru proiectul Băncii Mondiale și al Agenției Statelor Unite pentru Dezvoltare Internațională (USAID) pentru a sprijini afacerile din Kosovo. Abilitățile sale de conducere și manageriale au fost testate în timp ce ea a lucrat ca manager de proiect la Universitatea Americană la  planul de educație al Fundației Kosovo pentru Kosovo și la înființarea instituției. Lucrările ei au dus la deschiderea cu succes a Universității Americane din Kosovo, acum o instituție de învățământ de frunte din Kosovo și din regiune.

## Activitate politică
Mimoza Kusari s-a implicat în politică și în serviciul public în 2003, când i s-a oferit funcția de purtător de cuvânt și consilier politic al prim-ministrului kosovar Bajram Rexhepi. A fost prima femeie care a avut o astfel de poziție și imparțială în convingerile sale politice; ea a fost fața și vocea guvernului kosovar mai mult de un an, într-un moment în care trecutul kosovar a revenit prin izbucnirea revoltelor din martie 2004. Și-a anunțat ieșirea din politică la sfârșitul anului 2004, din cauza căsătoriei cu Arben Lila, iar fiul lor s-a născut în anul următor. Mimoza Kusari și-a adăugat numele de familie al soțului ei și folosește acum Kusari Lila ca numele său oficial. 
Ea a revenit în activitatea politică ca director al Departamentului Energiei din Ministerul Energiei și Minelor, apoi la Camera de Comerț Americană din Kosovo, unde a ocupat funcția de director executiv în perioada 2006-2009. În timp ce a fost angajată aici, în 2009 a încheiat un proiect de cercetare de patru luni, prin bursa Fulbright de la Universitatea Georgetown, într-un centru de cercetare al capitalului din Washington D.C., cu accent pe dezvoltarea piețelor de capital în lumea în curs de dezvoltare. În timpul șederii sale acolo a fost invitată ca orator la evenimentul Centrul pentru bursieri Woodrow Wilson International (Woodrow Wilson International Center for Scholars) pentru a prezenta provocările principale în calea dezvoltării Kosovoului.
În 2009, Mimoza Kusari Lila a candidat oficial la funcția de primar al orașului Gjakova în cadrul partidului AKR. Mimoza Kusari Lila a fost numită vice prim-ministru al Kosovoului și ministru al comerțului și industriei la 23 februarie 2011 și a exercitat această funcție până la 2 octombrie 2013, când a demisionat irevocabil din toate funcțiile din guvernul kosovar din cauza campaniei electorale pentru primăria orașului Gjakova, pentru a doua oară; de data aceasta ea câștigat alegerile în turul al doilea. Mimoza Kusari este prima femeie primar din istoria Kosovoului.